# Containerterminal Burchardkai

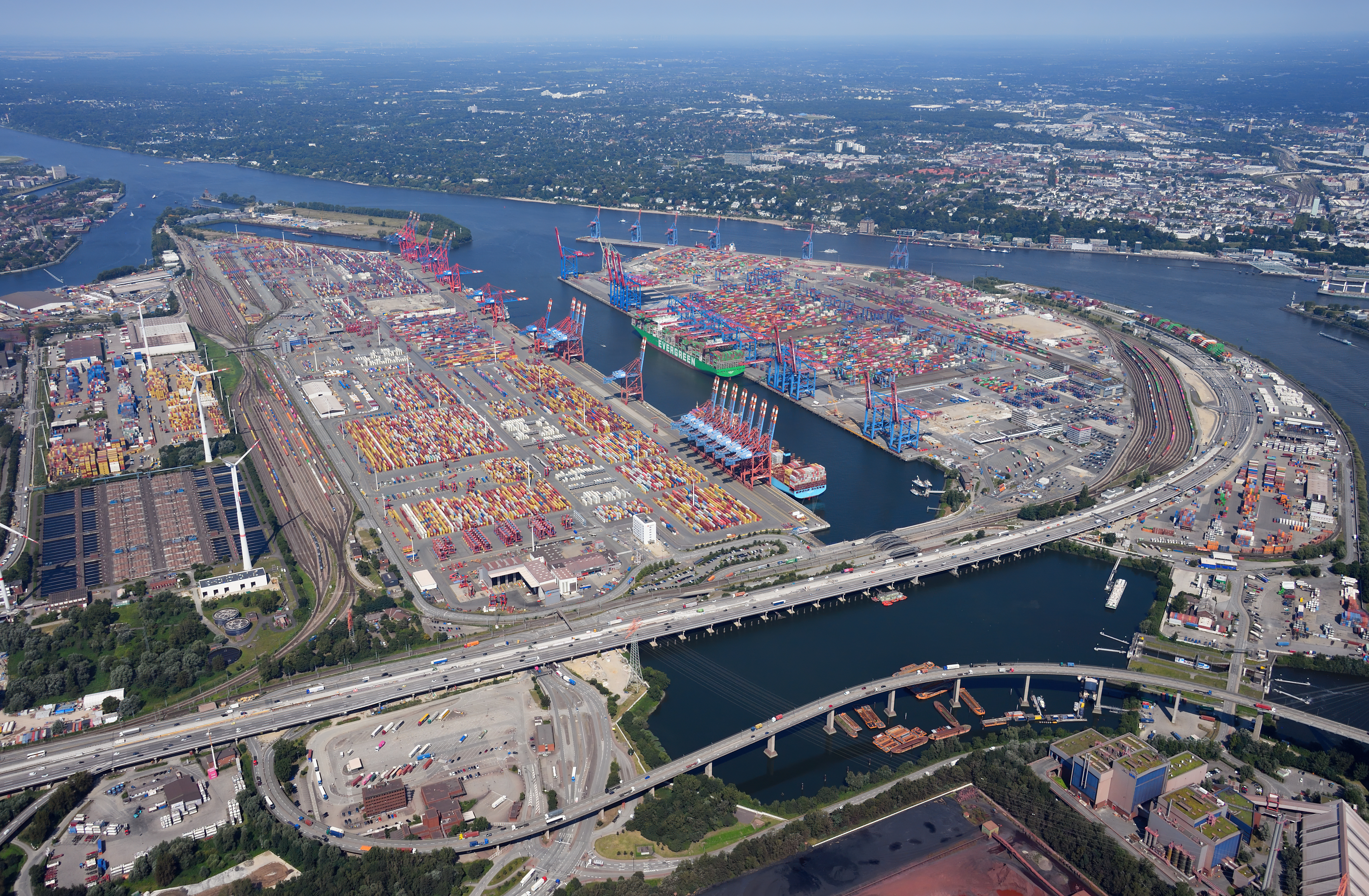
Luftbild des Containerterminals Burchardkai (in der rechten Bildhälfte)

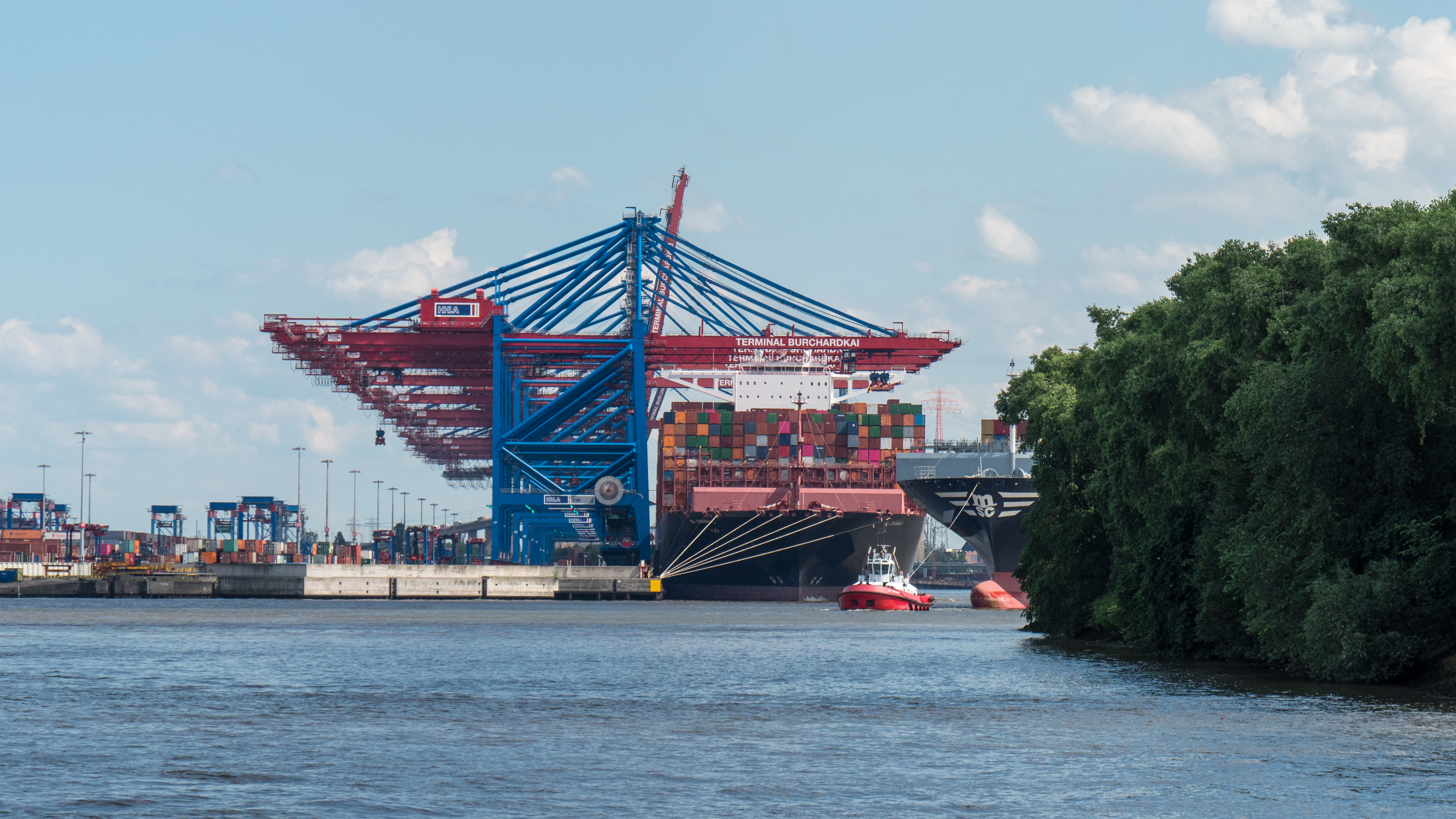
Burchardkai Waltershofer Höft

Der Containerterminal Burchardkai (CTB) ist der größte Terminal der HHLA im Hamburger Hafen. Er befindet sich auf einer 1,4 Quadratkilometer großen Fläche auf der ehemaligen Elbinsel Waltershof und wird von der Kaistrecke Burchardkai am Waltershofer Hafen (Liegeplätze 1–6, gegenüber dem CTH Container-Terminal Hamburg der Eurogate) sowie am Parkhafen (Liegeplatz 7) und dem Athabaskakai an der Elbe (Liegeplätze 8–10) begrenzt. Östlich vom CTB liegt der Mühlenwerder Bahnhof der Hamburger Hafenbahn.
An den mehr als 1400 Meter langen Kaianlagen stehen 30 Containerbrücken zur Be- und Entladung der Containerschiffe aller Größen zur Verfügung. Angeschlossen sind 12 (Stand 2017) Blocklager mit je 380 Meter Länge und ein Containerbahnhof, sowie Plätze zum direkten Umschlag der Container auf LKW. Im Jahr 2014 wurden hier 629.000 TEU (Standardcontainer) von der oder auf die Eisenbahn umgeschlagen. Zahlen zum Umschlag an der Wasserseite veröffentlicht der Mutterkonzern HHLA nicht.

## Geschichte

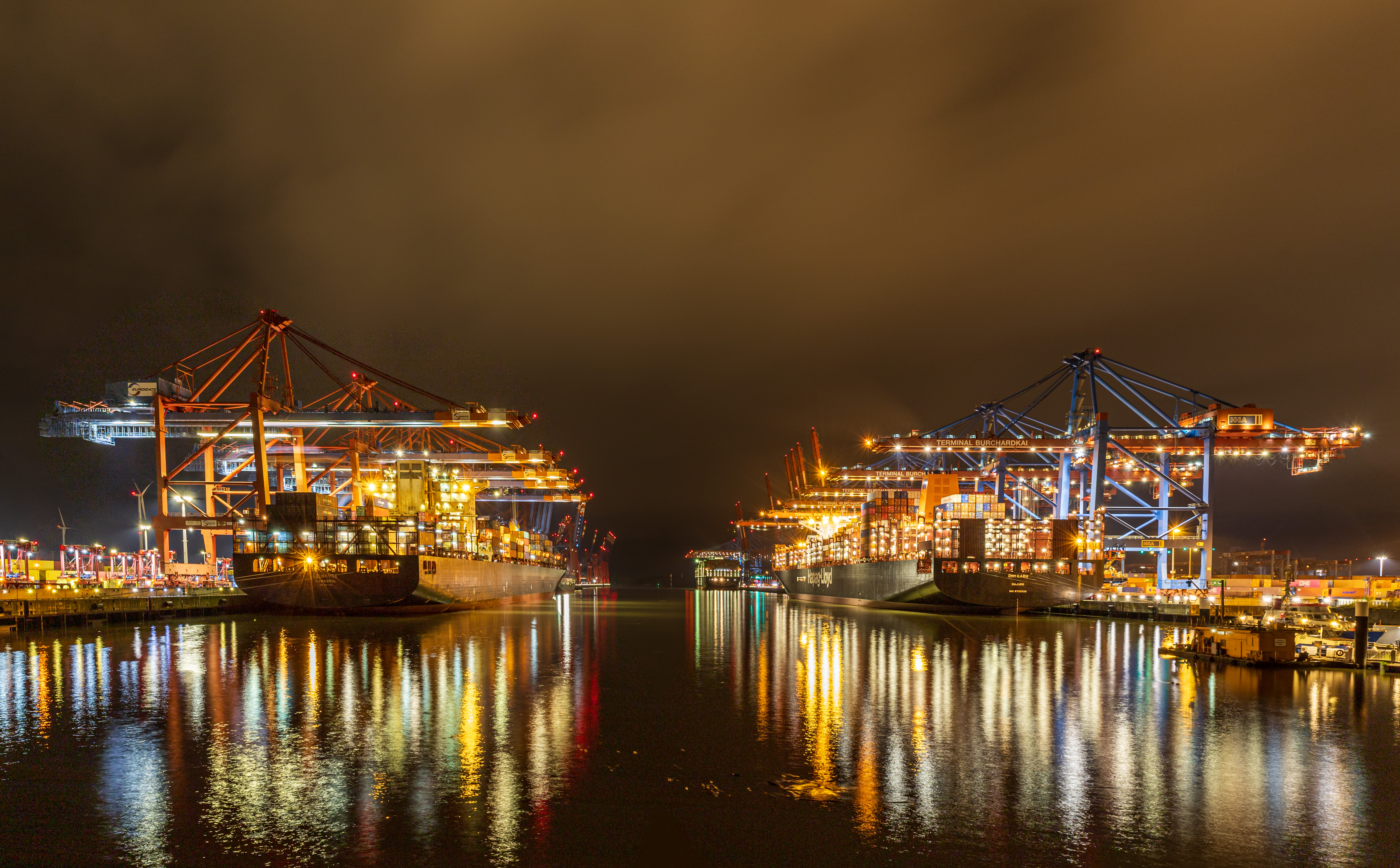
Das Containerterminal im September 2021

Der Containerterminal entwickelte sich aus einem Mehrzweckterminal. Früh wurde bei der HHLA erkannt, dass Containerumschlag große Vorteile hatte. 1965 wurde am Burchardkai Platz 3 die erste Containerbrücke aufgestellt. Sie schlug dort Container auf konventionelle Schiffe um.
Als Beginn des „Containerzeitalters“ im Hamburger Hafen gilt der Erstanlauf der American Lancer am 31. Mai 1968. Das 213 Meter lange Schiff der United States Lines war das erste Vollcontainerschiff auf der Elbe. Zur Begrüßung des Schiffs kamen der damalige Hamburger Wirtschaftssenator und spätere HHLA-Vorstandsvorsitzende Helmuth Kern und andere Prominente. Kern setzte sich damals sehr für die Entwicklung des Hamburger Hafens ein. 
1972 standen sechs Containerbrücken an sechs Liegeplätzen zur Verfügung für die damals gängige Containerschiff-Größe von 1500 TEU und 225 Meter Länge.
1992 begann die Verlängerung des Athabaskakais über das Athabaska-Ufer nach Westen. Hierfür mussten die Wasserschutzpolizei-Revierwache und auch die HADAG-Anlegebrücke weichen.
Um später auf dem CTB größere und damit schwerere Containerbrücken betreiben zu können, wurden die Liegeplätze 1 bis 6 am Burchardkai um etwa 20 Meter „vorgeschuht“: vor der bisherigen Kaianlage wurde eine 20 Meter breite neue Fläche mit einer neuen Kaimauer gebaut; das Hafenbecken wurde dadurch etwas kleiner. Ein Nebeneffekt ist, dass unter dem Kai der Bugstrahlruder-Strom besser abgeleitet werden kann, um eine Auskolkung unter der Kaianlage zu verhindern. Im August 2013 brachte das chinesische Spezialschiff Zhen Hua 26 die ersten vier für das CTB bestimmten Tandem-Containerbrücken an den Burchardkai. Kurze Zeit später wurde eine weitere Tandem-Containerbrücke in Betrieb genommen, so dass 13 zur Verfügung stehen. Die vom chinesischen Unternehmen ZPMC gebauten Containerbrücken wurden auf den erneuerten Liegeplätzen 3 und 4 aufgestellt. 
Im August 2014 ging auch der ertüchtigte Liegeplatz 5/6 mit jetzt 595 Meter Länge in Betrieb. Er wurde mit fünf weiteren Tandem-Containerbrücken von ZPMC ausgestattet, die mit ihren 65 Meter langen Auslegern die größten Containerschiffe mit bis zu 24 Containerreihen nebeneinander be- und entladen können. Dabei können sie im Tandembetrieb arbeiten: eine Brücke kann gleichzeitig vier 20-Fuß- oder zwei 40-Fuß-Container bewegen. 
Im August 2016 trafen weitere drei Brücken von ZPMC ein. Sie wurden Anfang 2017 nacheinander am CTB am Liegeplatz 5/6 in Betrieb gestellt. Die HHLA hat ab dann am CTB zwei Liegeplätze zur Abfertigung von Großcontainerschiffen.
Der CTB ist über den Waltershofer Damm sowie über den Altenwerder Damm und den Rugenberger Damm an das öffentliche Straßennetz angeschlossen. Die Eisenbahnverbindung läuft parallel zum Waltershofer Damm. Alle Verbindungen werden seit 2015 komplett erneuert. Anfang 2019 wurden weitere zwei Kräne sowie zwei Bahngleise in Betrieb genommen.

## Technische Daten

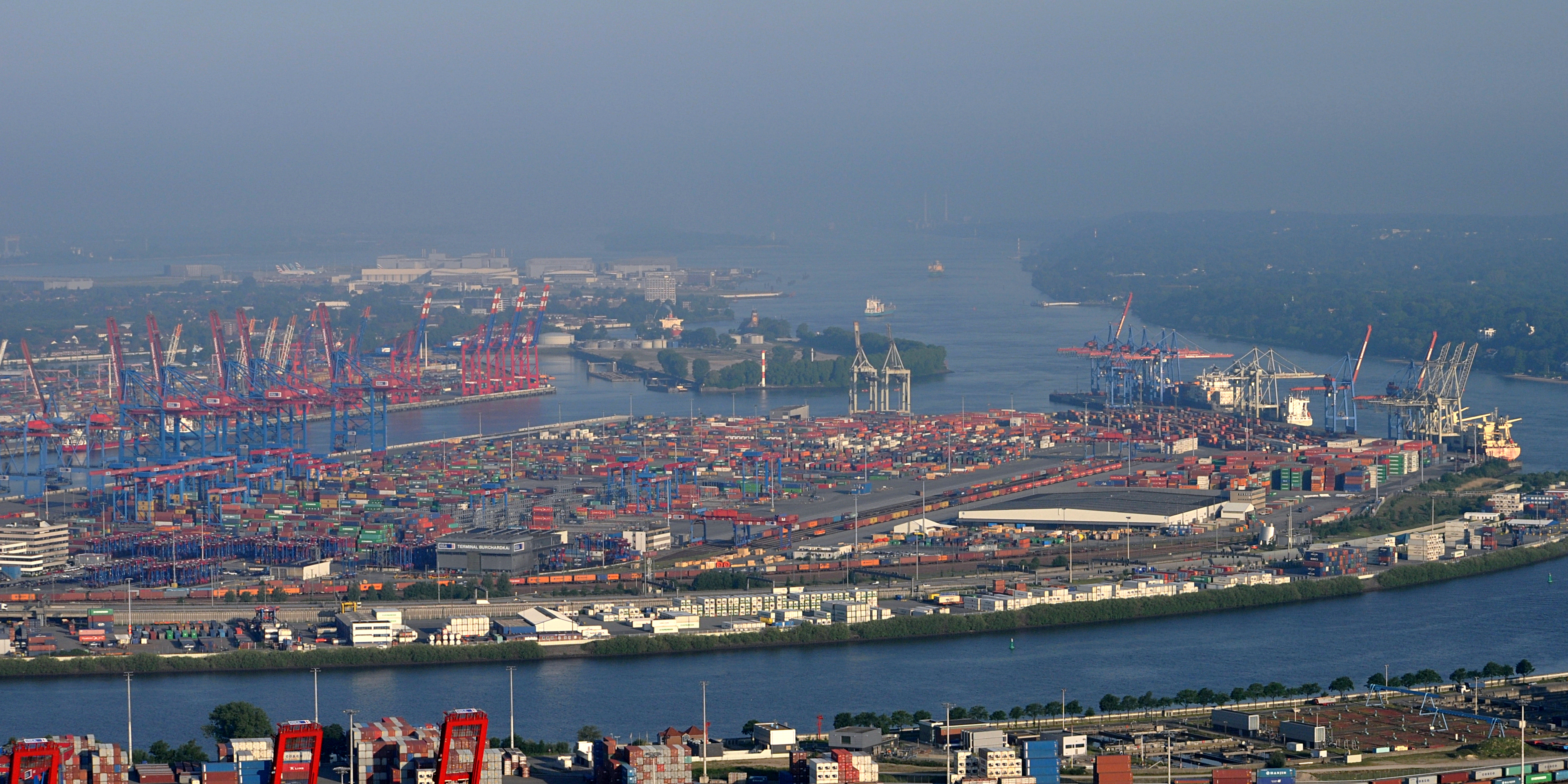
Luftbild des HHLA-Containerterminals Burchardkai (Juni 2013)

| Betriebsgelände    | 1,4 km²   |
| Kaimauer           | 2.850 m   |
| Liegeplätze        | 10        |
| Maximaler Tiefgang | 16,5 m    |
| Containerbrücken   | 30        |
| Portalhubwagen     | 133       |
| Gate               | 19 Spuren |

## Namensgebung
Der Terminal ist nach dem Hamburger Bürgermeister Johann Heinrich Burchard benannt. Eine gängige Kurzbezeichnung in der Hafenwirtschaft lautet Bukai.